# Full Circle Live '88
Albums de Gong
The Peel Sessions 1971/1974
(1995) Zero to Infinity
(2000)
Full Circle Live '88 est le deuxième album en concert du Pierre Moerlen's Gong sorti en 1998, le précédent date de 1980. 

## Liste des titres
| No | Titre         | Durée |
| -- | ------------- | ----- |
| 1. | Second Wind   | 6:32  |
| 2. | Deep End      | 4:48  |
| 3. | Exotic        | 8:54  |
| 4. | Leave It Open | 10:00 |
| 5. | Drum Alone    | 6:08  |
| 6. | Soli          | 9:22  |
| 7. | Breakthrough  | 6:55  |
| 8. | Xstasea       | 6:08  |

## Musiciens
- Pierre Moerlen : batterie, gong, percussion
- Ake Zieden : guitare
- Hansford Rowe : basse
- Benoit Moerlen : vibraphone
- Stefan Traub : vibraphone